# Me, Myself & I (Vitamin C)
Me, Myself & I è un singolo della cantante statunitense Vitamin C, pubblicato il 19 ottobre 1999 come secondo estratto dal primo album in studio Vitamin C.

## Tracce
US CD Singolo
1. Me, Myself And I (Radio Edit) – 3:49
2. Money (Album Version) – 3:46

12"
1. Me, Myself And I (Album Version) – 3:58
2. Me, Myself And I (Pablo Flores Miami Mix) – 9:37
3. Me, Myself And I (Jonathan Peters Club Mix) – 12:20
4. Me, Myself And I (Pablo Flores Club Dub) – 7:29
5. Me, Myself And I (Jonathan Peters Dub Mix) – 7:39
6. Me, Myself And I (Alchemist Crossover Mix) – 4:02

## Classifiche
| Classifica (2000) | Posizione massima |
| ----------------- | ----------------- |
| Stati Uniti       | 120               |